# Монарх-великодзьоб рудобокий
Монарх-великодзьоб рудобокий (Clytorhynchus vitiensis) — вид горобцеподібних птахів родини монархових (Monarchidae). Мешкає на островах Фіджі, Тонги, Волліса і Футуни і Американського Самоа. Виділяють низку підвидів.

## Підвиди
Виділяють дванандцять підвидів:
- C. v. wiglesworthi Mayr, 1933 — острів Ротума (північ Фіджі);
- C. v. brunneus (Ramsay, EP, 1875) — острови Кадаву[en], Оно[en] і Вануа-Кула (південний захід Фіджі);
- C. v. vitiensis (Hartlaub, 1866) — захід Фіджі;
- C. v. buensis (Layard, EL, 1876) — острови Вануа-Леву і Кіоа[en] (північ Фіджі);
- C. v. layardi Mayr, 1933 — острів Тавеуні[en] (центр Фіджі);
- C. v. pontifex Mayr, 1933 — острови Камеа[en] і Рабі[en] (північ Фіджі);
- C. v. vatuanus Mayr, 1933 — північні острови Лау[en];
- C. v. nesiotes (Wetmore, 1919) — південні острови Лау[en];
- C. v. fortunae (Layard, EL, 1876) — острови Футуна і Алофі;
- C. v. heinei (Finsch & Hartlaub, 1870) — центральні острови Тонги;
- C. v. keppeli Mayr, 1933 — острови Ніуатопутапу і Тафахі[en];
- C. v. powelli (Salvin, 1879) — Самоа (можливо, вимер в 1990-х роках через знищення природного середовища.).

## Поширення і екологія
Рудобокі монархи-великодзьоби живуть в тропічних лісах і чагарникових заростях.